# Killing Floor (chanson)
Pour les articles homonymes, voir Killing Floor.
Pistes de The Real Folk Blues
Louise
Killing Floor est une chanson écrite et enregistrée par Howlin' Wolf en 1964. Elle est sortie deux ans plus tard sur l'album The Real Folk Blues. Cette chanson a été reprise, parfois avec un titre différent, par un grand nombre d'artistes, dont Jimi Hendrix, Led Zeppelin, Byther Smith et Albert King.
Le titre de la chanson ferait référence à un abattoir.
Il est également possible qu'Howlin' Wolf se soit inspiré de la chanson de Skip James de 1931, Hard Time Killing Floor Blues qui se réfère à la dépression due à la grande pauvreté (celle d'Howlin' Wolf aurait, elle, été liée aux tourments de la création musicale, selon son guitariste Hubert Sumlin).

## Version de Led Zeppelin
Led Zeppelin a joué Killing Floor durant ses concerts de 1968 et 1969. Le groupe utilisa le morceau pour en faire sa propre version, The Lemon Song. Des bootlegs de Led Zeppelin contiennent des versions basiques de la chanson qui porte alors le nom de Killing Floor. Leur version contenait également une partie du texte de Traveling Riverside Blues de Robert Johnson. Sur certaines copies de l'album Led Zeppelin II, il est fait mention de Chester Burnett (Howlin' Wolf) comme auteur. En raison de problèmes juridiques, la chanson fut renommée en The Lemon Song et attribuée à  « Page/Plant/Jones/Bonham/Burnett ».

## Version de Jimi Hendrix
Hendrix adapta Killing Floor en augmentant le tempo du morceau original et lui ajoutant une touche plus groovy. Il l'enregistra dans les studios de la BBC et fut distribuée sur les BBC Sessions. Hendrix joua Killing Floor au début de sa prestation à Monterey en juin 1967, cette version est disponible sur Jimi Plays Monterey.

## Autres versions
Electric Flag, un groupe de rock/blues mené par Mike Bloomfield a enregistré sa version sur l'album A Long Time Comin (1968). L'un des guitaristes d'Howlin' Wolf, Hubert Sumlin joue encore Killing Floor et l'a fait en concert aux côtés de Clapton, Jimmie Vaughan et Robert Cray lors du Crossroads Guitar Festival.

## Autres évocations
Ce titre Killing floor est également celui d'une nouvelle d'action/aventure par Lee Child (né en 1954). Le lien semble venir du personnage principal de l'histoire, Jack Reacher qui recherche un guitariste de blues, Blind Blake.